# قصة الخلق البابلية
قصة الخلق البابلية أو إنوما إليش هي قصة الخلق البابلية. يأتي اسمها إنوما إليش من أول كلمتين فيها. اكتشفها هنري لايارد في 1849 في آثار مكتبة آشوربانيبال في نينوى العراق وطبعها جورج سميث في 1867.

## نسخ القصة
تتألف من ألف سطر تقريبا على سبعة ألواح فخارية باللغة البابلية القديمة. في كل لوح 115 إلى 170 سطرا. النص كامل تقريبا عدا اللوح الخامس لكن اكتشفت نسخة عنه في سلطان تبه.
تعتبر ملحمة أنوما إليش أحد أهم المصادر لفهم نظرة البابليين للعالم وتظهر أهمية مردوخ وخلق البشرية من أجل خدمة الآلهة. لكن هدفها الرئيسي الأصلي ليس دينيا بل لتمجيد إله بابل الرئيسي مردوخ على غيره من آلهة بلاد الرافدين.
هناك عدة نسخ للملحمة في بابل وآشور. تعود نسخة مكتبة آشور بانيبال إلى القرن السابع قبل الميلاد لكن القصة تعود على الأرجح إلى القرن الثامن عشر قبل الميلاد أثناء عصر السلالة البابلية الأولى عندما أصبح مردوخ الإله الوطني لبابل، مع أن بعض الباحثين يرجحون أنها تعود لما بين القرن الرابع عشر إلى الثاني عشر ق م.
لم تكن أفكار العراقيين القدماء عن الخلق والتكوين أفكارا بدائية، بل أفكار ناضجة بالدرجة التي تتيحها معارف تلك الفترة من بداية حضارة الأنسان، فلقد اثبت السومريون مقدرة فائقة على الملاحظة الذكية والربط واستخلاص النتائج المنطقية.

## النص
الملحمة ليست ترنيمة ولم يكن فيها وزن، بل كتبت كمربعات شعرية.

### اللوح الأول
تحكي القصة بوجود الإلهين أبسو وتيامات ممتزجين ببعض ومن دون أن يتواجد أي إله معهم. تمازج أبسو وتيامات أنتج الآلهة لخمو ولخامو وثم أولدوا كل من أنشار وكيشار. وأنشار أولد الإله أنو وأنو أولد الإله نوديمود (وألذي عرف أيضاً باسم إيا).
الآلهة الجديدة أزعجت تيامات وأبزو لم يستطع أن يهدئها. أبزو نادى مومو كي يأتي ويهدأ تيامات، فإقترح تدمير هذه الآلهة الجديدة، لكن تيامات لم تقبل بتدمير ما قاموا بخلقه. مومو إقترح على أبزو أن يقوم بتدميرهم فوافق وإحتضن مومو. الآلهة الجديدة عرفت بخطة أبزو ومومو فخافت. إيا جعل أبزو ينام. عندما جاء مومو ليوقظ أبزو لم يستطع، إيا أخذ الهالة المقدسة لأبزو ولبسها، وأخذ أبزو وقيد مومو. أخذ أبزو إلى قصر إيا هو وزوجته دامكينا. ومن خلال قلب أبزو خلق إيا ودامكينا مردوخ. مردوخ خلف إيا برئاسة الآلهة، إيا ناداه إبني الشمس. في حين خلق أنو 4 رياح.
بقية الآلهة ذهبوا إلى تيامات وأخبروها أن قرينها أبزو ذبح وأنت لم تفعلي شئ. واشتكوا من الرياح التي تزعجهم. تيامات فكرت في خلق وحوش لتحارب الآلهة. فخلقت 11 وحش وزودتهم بالأسلحة، وجعلت من الإله كينغو قائدهم وزوجها الجديد. لوح الأقدار يجعل من كينغو غير قابل على الهزيمة.

### اللوح الثاني
إيا سمع بخطة تيامات للانتقام لمقتل أبزو. فتحدث إلى جده أنشار، وقال له أن العديد من الآلهة ذهبوا إلى تيامات لأجل ذلك، وبعدما خلقت 11 وحش لأجل الحرب، وجعلت من كينغو القائد. أنزعج أنشار. وقال أنشار لأنو ليذهب ويتحدث مع تيامات، ليرى إن يستطيع أن يهدئها، لكنه شعر بالضعف لمواجهتها فعاد أدراجه. أنشار قلقَ أكثر وإعتقد بعدم وجود أي إله قادر على الوقوف بوجه تيامات. بعد التفكير، إقترح أنشار أن يكون مردوخ هو بطلهم. مردوخ جاء وسأل الآلهة بأنهم يجب أن يحارب، فقال أنشار لمردوخ بأنه لن يواجه إله بل سيواجه الإلهة تيامات. مردوخ كان أكد لبقية الآلهة أنه سيهزم تيامات بفترة قصيرة، لكنه بمقابل ذلك طالب باعترافهم أن يكون كبير الآلهة وأن يمنح السلطة حتى فوق أنشار نفسه.

### اللوح الثالث
أنشار سأل غاغا مستشاره، فجاء بكل من لخمو ولخامو، وذكروا خطة تيامات في خلقها ل11 وحش، وتكلموا بحظوظ مردوخ للفوز وطموحاته السلطوية في حالة نصره. لخمو ولخامو وإغيغي (إله السماء) حزنوا مما سمعوه. الآلهة بعد ذلك شربت وأصبحوا ثملين وقبلوا بطلب مردوخ.

### اللوح الرابع
تم منح مردوخ السلطة. وجلس فوق بقية الآلهة، وبقية الآلهة مجدوه ووافقوا سلطته. بعد منح مردوخ السلطة، مُنح الصولجان والأثواب. وتم منحه الأسلحة وأرسل لمقاتلة تيامات، وأخذ معه قوس وعصا وصاعقة الضوء مع الرياح الأربعة فإلتهب جسده. باستخدام الرياح الأربعة صنع فخ لتيامات والذي سيجعلها غير قادرة على الهرب، ووضع معها الزوبعة والإعصار والإمهولو (الريح الشريرة)، ضربت الرياح السبعة تيامات. في حربه قام بقيادة عربة يقودها أربعة كائنات خلقها هو. فتحدى تيامات وقال أنها بغير جعلت من كينغو قرينها، وإتهمها بكونها سبب المشاكل. فغضبت تيامات وبدأت المعركة بينهم.
مردوخ استخدم الشبكة والتي أهداها له أنو، ليصطاد تيامات، تيامات بعدها حاولت ضرب مردوخ، لكن الريح الشريرة دخلت إلى فمها ومنعتها من ذلك. وفيما كان دوامات الريح تضربها إنتفخت بسببها، فأشعل مردوخ فيما بعد سهمه وضربه على قلبها وماتت. بقية الآلهة حاولت الهرب، لكن مردوخ قبض عليهم وحطم أسلحتهم وقيدهم في الشباك. الإحدى عشر وحش قبض عليهم وتم تقييدهم، فيما أخذ كينغو إلى أوغاي (ملاك الموت)، في لوح الأقدار يذكر أن مردوخ أخذ كينغو وثم حطم رأس تيامات بالصولجان، وأخذت الرياح الشمالية دمها. مردوخ مزق تيامات إلى قطعتين واحدة خلق بها السماء والأخرى قسمها إلى أجزاء وأخذها إلى كل من أنو وإنليل وآيا.

### اللوح الخامس
مردوخ أصبح محبوب من بقية الآلهة في السماء، فصنع الأبراج لكي يعرفوا أيام السنة من خلالها. وخلق أيضاً الليل والنهار والقمر. وخلق الغيوم وجعلها تمطر ومن خلالها وجد نهري دجلة والفرات. ثم منح لوح الأقدار إلى أنو. تماثيل الإحدى عشر وحش لتيامات تم صنعها ووضعت على بوابة أبزو.

### اللوح السادس
مردوخ بعدها تكلم إلى آيا وقال له أنه من خلال دمه سيخلق الإنسان وأن هذا الإنسان سيخدم الآلهة، إيا نصحه باختيار إله لتقديم كتضحية لأجل خلق الإنسان، إختار إغيغي أن يكون كينغو، فأختير دمه لخلق البشر. مردوخ قسم الآلهة إلى فوقية وسفلية، 300 وضعهم في السماء و600 وضعهم في الأرض، الآلهة إقترحت بأن يتم بناء عرض وضريح لمردوخ، فقال لهم مردوخ بأنه سيبني بابل، فأخذت سنة كاملة لأجل صنع الطوب وقاموا ببناء معبد إيساكيلا (معبد مردوخ) وجعلوه بارتفاع ليكون مسكن مردوخ وآيا وإنليل. تم إقامة مأدبة كبرى للآلهة الكبار بهذه المناسبة، أنو مدح رمح إنليل وثم مدح مردوخ. والألقاب التسعة لمردوخ تم إعطائها له.

### اللوح السابع
بقية الأسماء والألقاب الخمسين لمردوخ تم قرائتها.

## العلاقة مع الكتاب المقدس والتأثير على البحوث الكتابية
يحتوي إينوما إليش على العديد من أوجه الشبه مع العهد القديم، وأدى ذلك إلى استنتاج عام بين بعض الباحثين بأن قصص العهد القديم الموازية تستند إلى أعمال من بلاد الرافدين من بينها إينوما إليش. تشمل أوجه التشابه الشاملة ما يلي: الإشارة إلى فوضى مائية قبل الخلق؛ الفصل بين السماء والأرض؛ أنواع مختلفة من المياه وفصلها أثناء عملية الخلق؛ وكذلك التشابه النصي غير المباشر بين عدد الألواح وعدد أيام الخلق: سبعة. ومع ذلك، يشير تحليل آخر (Heidel 1951) إلى العديد من الاختلافات، بما في ذلك الشرك مقابل التوحيد، وتجسيد القوى أو الخواص في الأسطورة البابلية مقابل الخلق الحتمي من الله في القصص التوراتية؛ دوام المادة مقابل الخلق من لا شيء؛ وعدم وجود أي موازاة حقيقية للوصف الموسع لمعارك مردوخ مع الوحوش. كما يلاحظ بعض القواسم المشتركة مع الأديان الأخرى مثل الفوضى المائية الموجودة في الأعمال المصرية والفينيقية والفيدية؛ وأن التحليل اللغوي لنصوص تلك المعتقدات معقد بسبب وجود جذر سامي مشترك لكلتا اللغتين. فيما يتعلق بخلق الإنسان، توجد أوجه تشابه من حيث استخدام التراب أو الصلصال من أجل خلقه، لكن غرض خلق الإنسان مختلف في النصين - في إينوما إليش، يتم خلق الإنسان كخادم للآلهة، بينما في سفر التكوين، يُعطى الإنسان المزيد من الصلاحيات - ومع ذلك يحتوي كلا الرجلين في النصين على مكون «إلهي» - إما من خلال دم الإله في القصة البابلية، أو من خلال صنعه «في صورته» في سفر التكوين؛ وفي كل من النصين، الإنسان هو العمل الإبداعي النهائي. فيما يتعلق بالألواح السبعة وسبعة أيام في كل نص - لا تتطابق المسارات المرقمة عمومًا عن كثب - ولكن هناك بعض القواسم المشتركة في ترتيب الحدوث، مثل حدث الخلق؛ الظلام، خلق الضوء، خلق السماء؛ خلق الأراضي الجافة؛ خلق الإنسان ويلي ذلك الراحة.
تم اقتراح نظريات مختلفة لشرح أوجه التشابه. بناءً على تحليل للأسماء في النصوص، اقترح ألبرت كلاي أن إينوما إليش كان مزيجًا من أسطورة سامية من Amurru وأسطورة سومرية من إريدو - يُعتقد أن هذه النظرية تفتقر إلى الأدلة التاريخية أو الأثرية. النظرية البديلة هي الهجرة الغربية لأسطورة بلاد الرافدين، وأنها أصبحت معروفة لدى الثقافات الأخرى مثل العبرانيين، وبالتالي نجحت في التأثير على معتقداتهم الخاصة؛ بالإضافة إلى ذلك، فمن المتوقع أن يتأثر العبرانيون على وجه التحديد بثقافة بلاد الرافدين أثناء فترة أسرهم البابلي. التفسير الثالث يفترض وجود سلف مشترك لكلا المعتقدين.
على الجانب الآخر يقترح كونراد هيرز من تجمع برينستون اللاهوتي أن أسطورة الخلق في سفر التكوين تناولت بصورة سجالية أسطورة الخلق البابلية وغيرها من أساطير الخلق من أجل «نبذ تأليه الطبيعة والأساطير الأخرى من أصول إلهية، والصراع الإلهي، والصعود الإلهي»، رافضا بذلك فكرة أن سفر التكوين قد اقترض من أو استحوذ على أجزاء من إينوما إليش.

## الأهمية والتفسير واستخدام الطقوس
تعد إنوما إليش المصدر الرئيسي للعلوم الفلكية لبلاد ما بين النهرين. وفقًا لهيدل، كان هدفها الرئيسي هو مدح مردوخ، وكانت مهمة من أجل جعل هذا الإله البابلي يرأس البانتيون برمته، من خلال هزيمته لتيامات، وخلقه للكون. يعتبر هايدل أيضًا أن النص يحتوي على رسالة سياسية ودينية، وهي أن الارتقاء إلى الصدارة كإله بابلي كانت من أجل تبرير أي تأثير بابلي على منطقة بلاد ما بين النهرين بأكملها. يحتوي النص ككل على العديد من الكلمات ذات الأصل السومري، بما في ذلك أسماء وحوش تيامات، ورياح ماردوك، واستخدام اسم سومري لرجل يُدعى لولّو، لكن الإله الرئيسي في الملحمة هو مردوخ البابلي، وليس إنليل السومري. 
بحسب نص شعائري من الفترة السلوقية، فقد رويت إنوما إليش خلال مهرجان أكيتو. والغرض من الرواية، في حال حدوثها، وحتى في حال كانت هوية النص  فعلًا مثلما ذكر في هذا المهرجان ما تزال موضع نقاش بين العلماء. اعتبر معظم المحللين أن المهرجان كان يتضمن شكلًا من أشكال إعادة هزيمة تيامات على يد مردوخ، وهو ما يمثل دورة تجديد أو انتصار على الفوضى، ولكن بحسب تحليل أكثر تفصيل لجوناثان ز. سميث فإنه يجب النظر إلى الطقوس الموصوفة على أنها ذات سياق زمني إمبراطوري في الفترة ما بعد الآشوريين والبابليين، ويمكن أن يشمل عناصر من المسرح النفسي والسياسي تتناول الأسلاف غير الأصلية للحكام السلوقيين الذين سيطروا على المنطقة، ويتساءل فيما إذا كانت رواية إنوما إليش خلال تلك الفترة هي نفسها التي كانت عند الآشوريين القدماء، وما إذا كانت قصة خلق إنوما إليش نشأت من أجل طقوس مهرجان أكيتو، أو العكس بالعكس، أو غير ذلك كله، ومع ذلك، هناك ارتباطات معروفة في الموضوع بين الأسطورة والمهرجان، وهناك أيضًا دليل على قيام المهرجان، وقد احتُفل به خلال الفترة البابلية الجديدة التي ترتبط جيدًا بأسطورة إنوما إليش. يُعتقد أيضًا أنه قُرئت نسخة من إنوما إليش خلال شهر كيسليمو.
وقد قيل أن قراءة طقوس القصيدة تزامنت مع فيضان الربيع لنهر دجلة أو الفرات في أعقاب ذوبان الثلوج في المناطق الجبلية في منبعهما، ويُدعم هذا التفسير من خلال هزيمة تيامات (المائي) من قبل مردوخ.